# Neptis antonia
Neptis antonia är en fjärilsart som beskrevs av Charles Oberthür 1876. Neptis antonia ingår i släktet Neptis och familjen praktfjärilar. Inga underarter finns listade i Catalogue of Life.